# Kościół św. Barbary w Walimiu
Kościół Świętej Barbary – rzymskokatolicki kościół parafialny należący do parafii pod tym samym wezwaniem (dekanat Głuszyca diecezji świdnickiej).
Świątynia została wzniesiona w 1548 roku. Obecny wygląd w stylu klasycystycznym uzyskała w wyniku przebudowy w latach 1803–1804, wcześniej, w 1777 dobudowano wieżę. W ścianach bocznych znajdują się trzy wysokie półkoliście zamknięte okna. W portalu głównym wykonanym w 1777 roku jest umieszczona archiwolta. Prezbiterium zostało dostawione w 1911 roku. Do wyposażenia kościoła należy m.in. barokowa rzeźba Matki Boskiej z Dzieciątkiem, wykonana w XVIII wieku.